# Yuhi Mitsue
Yuhi Mitsue (由比 光衛 Do Bỉ Quang Vệ), sinh ngày 27 tháng 11 năm 1860, mất ngày 19 tháng 8 năm 1925) là một Đại tướng của Lục quân Đế quốc Nhật Bản, tham gia Chiến tranh Thanh-Nhật và Chiến tranh Nga-Nhật.

## Tiểu sử
Yuhi sinh ra trong một gia đình võ sĩ ở phiên Tosa trên đảo Shikoku (ngày nay là tỉnh Kōchi), tốt nghiệp khóa 5 Trường Sĩ quan Lục quân (Đế quốc Nhật Bản) năm 1882 và khóa 7 của Đại học Lục quân (Đế quốc Nhật Bản) năm 1891. Vào ngày tốt nghiệp ông được chuyển tới làm sĩ quan tham mưu ở Bộ Tổng tham mưu Đế quốc.
Trong Chiến tranh Thanh-Nhật, Yuhi là sĩ quan tham mưu trong quân đoàn 2 (Đế quốc Nhật Bản). Ông còn tham gia đàn áp Nghĩa Hòa Đoàn. Năm 1895 đến 1899, Yuhi du học ở Anh. Khi trở về Nhật Bản ông trở thành Tham mưu trưởng Sư đoàn 5 (Đế quốc Nhật Bản), đồng thời là trưởng phòng châu Âu của cục 2 Bộ Tổng tham mưu.
Lúc bắt đầu Chiến tranh Nga-Nhật, Yuhi đương là đại tá được chuyển tới quân đoàn 2 với vai trò Phó tham mưu trưởng dưới quyền đại tướng Oku Yasukata. Ông nổi tiếng trong trận Mukden, lúc này ông là Tham mưu trưởng Sư đoàn 8 (Đế quốc Nhật Bản).
Năm 1907, Yuhi được thăng lên Thiếu tướng, làm tư lệnh sư đoàn bộ binh số 27, cục trưởng cục 1 Bộ Tổng tham mưu. Năm 1914, ông được phong hàm Trung tướng và được cử làm hiệu trưởng ở Đại học Lục quân (Đế quốc Nhật Bản), rồi làm tư lệnh Sư đoàn 15 rồi tư lệnh Sư đoàn Vệ binh. Trong cuộc Viễn chinh Sibir vào năm 1918, Yuhi làm tham mưu trưởng quân đoàn Urajio. Tháng 11 năm 1919, Yuhi được phong hàm Đại tướng và chỉ huy quân đoàn dự bị Thanh Đảo từ năm 1919 đến năm 1922.
Năm 1923, ông từ chức và về hưu.
Năm 1925, ông mất.